# Cāṇakya
Cāṇakya, noto anche come Kauṭilya (Takshashila, 371 a.C. – Pataliputra, 283 a.C.), è stato un semileggendario scrittore indiano, una sorta di Omero asiatico, ritenuto autore dell'importante trattato politico Arthaśāstra (o Artha Shastra). È considerato come uno dei più grandi economisti indiani di tutti i tempi.

## Biografia
Secondo la tradizione oltre che poeta fu anche ministro del re Candragupta Maurya e avrebbe avuto un decisivo ruolo nella sua ascesa al potere.